# Kurt Schumacher
Kurt Schumacher (Kulm, 13 de octubre de 1895-Bonn, 20 de agosto de 1952) fue un político alemán, presidente del Partido Socialdemócrata de Alemania (SPD) durante el periodo posterior a la Segunda Guerra Mundial y líder de la oposición en el Bundestag al Gobierno Adenauer hasta su fallecimiento.

## Biografía

### Juventud
Kurt Schumacher nació en Kulm, ciudad de Prusia occidental actualmente perteneciente a Polonia, en el seno de una familia de comerciantes. En 1914, al comenzar la Primera Guerra Mundial, se alistó como voluntario en el Ejército Imperial y fue destinado al Frente Oriental donde, a finales de año, cayó gravemente herido cerca de Bielawy y perdió el brazo derecho. Terminada la guerra estudió derecho y economía en la Universidad de Leipzig, así como en Halle y Berlín, donde se graduó en 1919.

### Carrera política
Finalizada la Primera Guerra Mundial en 1918 se había convertido en un comprometido socialista y, afiliado al Partido Socialdemócrata de Alemania (SPD), se unió en Berlín a uno de los numerosos consejos de obreros y soldados creados en Alemania tras la Revolución de Noviembre. Durante los años 20 desempeñó diversos cargos en la socialdemocracia, como redactor del diario Schwäbische Tagwacht en Stuttgart y líder de la sección local del partido.
En las elecciones generales de 1930 salió elegido representante nacional en el Reichstag.
La llegada al poder de Adolf Hitler y el NSDAP a comienzos de 1933 significó el fin de la República de Weimar y la democracia alemana. El 6 de julio Schumacher fue arrestado y permaneció los siguientes diez años prisionero en los campos de concentración de Kuhberg, Flossenbürg y Dachau. En 1943 fue puesto en libertad debido a su pésimo estado de salud, pero tras el atentado contra Hitler del 20 de julio de 1944 volvió a ser detenido a pesar de que no había tenido ninguna conexión con este. Se encontraba en el campo de concentración de Neuengamme cuando las tropas británicas lo liberaron en abril de 1945.

## Reconstrucción del SPD
Inmediatamente después del final de la guerra y la liberación de Alemania del nacionalsocialismo, Kurt Schumacher comenzó a reconstruir el SPD. Al igual que August Bebel, Schumacher fue descrito como "un verdadero tribuno del pueblo, un orador conmovedor, un líder en el que creían los que pertenecían al SPD" (Peter Loesche). Siempre animó a sus compañeros a seguir adelante, incluso cuando ya no parecía valer la pena. Tenía una buena relación con los jóvenes del SPD; lo admiraban por su estricto rechazo al nacionalsocialismo.
Ya el 6 de mayo de 1945, en un momento en que la potencia ocupante británica aún prohibía la formación de partidos políticos, Schumacher fue elegido presidente local por unos 130 funcionarios socialdemócratas en Hannover.
En el caos de la posguerra, Schumacher demostró grandes habilidades organizativas y rápidamente ascendió hasta convertirse en el líder indiscutible de la socialdemocracia en las zonas de ocupación occidentales. En julio de 1945, once distritos del partido de Alemania Occidental encargaron “al ex miembro del Reichstag, Dr. Kurt Schumacher con la dirección organizativa y política del partido en todo el Reich". Schumacher agitó violentamente contra el KPD y lo declaró puramente para representar los intereses de una "potencia extranjera". Siempre llamó a esta potencia Rusia y habló de un “choque de culturas muy diferentes”. Al hacerlo, se volvió contra los intentos de cooperación entre socialdemócratas y comunistas, que también estaban muy extendidos en las zonas occidentales en ese momento. 

## Ideas políticas
En el centro de las ideas políticas de Schumacher está el concepto de pueblo en sus dos niveles de significado: como concepto del tercer estado, las masas explotadas y oprimidas, y en el sentido de un pueblo nacional. Kurt Schumacher quería una Alemania democrática y socialista, indivisa, si fuera posible dentro de las fronteras de 1937. Alemania debe recuperar su soberanía lo antes posible y ocupar su lugar entre los pueblos libres de Europa. Se mantuvo en la tradición de la revolución de 1848 y la revolución de noviembre de 1918, luchó por un estado constitucional unitario, elecciones libres, democracia partidaria, parlamentarismo, superación del estado autoritario y sociedad de clases capitalista. Para él, el SPD era el único partido que no estaba lastrado ni por el nacionalsocialismo ni por el estalinismo. Los socialdemócratas son, por tanto, los únicos capaces de conducir una Alemania libre a una Europa libre y contribuir así a reducir la tensión entre las grandes potencias.
En sus conceptos políticos, Schumacher tenía la ventaja y la desventaja de no haber ostentado nunca el poder administrativo. Una ventaja, porque nunca tuvo que medir sus ideas con la realidad, los planes impracticables no se hicieron evidentes y las contradicciones internas fueron menos evidentes; una desventaja, ya que apenas estaba expuesto a ninguna presión para aprender. Pudo mantener sus posiciones, incluso en una situación histórica mundial que estaba cambiando rápidamente. De esta forma llevó al SPD al aislamiento programático. El SPD no pudo librarse de esta situación hasta finales de la década de 1950.
El politólogo Franz Walter opina que la personalidad de Schumacher y en particular su retórica, surgida del "estilo de agitación implacable, estridente, hiriente y apodíctico de la década de 1920", había causado graves daños políticos reales al SPD: "El dogmatismo de Schumacher rápidamente cerró las filas de los socialdemócratas, pero alienó a sus posibles simpatizantes. Llevó al SPD a un callejón sin salida en todos los temas cruciales. […] Los socialdemócratas se sentaron malhumorados y flemáticos en su corral y esperaron la crisis en la economía de mercado de Erhard. Además, mantuvieron las costumbres socialistas y actuaron el Primero de Mayo caminando con sus claveles rojos e invocando solemnemente la solidaridad. Esto no atrajo a los jóvenes en los primeros años de la joven república".

### Socialismo
Schumacher fue moldeado por la herencia programática del SPD de August Bebel. Para él, la superación de la lucha de clases era uno de los objetivos políticos centrales. En su opinión, esto solo podría lograrse nacionalizando las industrias clave. Estaba igualmente profundamente influenciado por el fracaso de la República de Weimar y creía que una de las razones de esto era la falta de democratización de la economía. Especialmente en el caos de la posguerra, como el Partido Laborista en Reino Unido pero también partes significativas de la CDU, abogó por una economía planificada para garantizar que la población tuviera lo esencial.

### Democracia
Para Schumacher, la mejor manera de implementar la democracia y la participación popular en el poder era a través de elecciones libres y universales. Debido a la superioridad numérica del pueblo sobre las élites funcionales tradicionales, las elecciones son la forma más segura de eliminar los privilegios de las élites funcionales. Rechazó conceptos como los de los bolcheviques, que contemplaban el gobierno popular sólo después de un período de dictadura del proletariado. Para él, sólo los procedimientos democráticos conducían al gobierno popular.

### Anticomunismo
Bien conocida es la réplica de Kurt Schumacher a la tesis del socialfascismo comunista, según la cual los comunistas no son más que "nazis pintados de rojo". Después de introducir esta expresión en 1930 como la "doble edición pintada en rojo de los nacionalsocialistas", Schumacher agudizó el tono en mayo de 1946 al hablar de "fascistas pintados de rojo". Formado por experiencias a principios de la década de 1920 cuando Schumacher estaba pensando en el caso de Albert Schlageter y en el KPD y su acusación de fascismo contra el SPD, su actitud básica hacia el partido comunista no cambió después. Acusó al KPD de "traición a la clase" por socavar la República de Weimar en lugar de defenderla. Esto hizo posible el surgimiento de los nacionalsocialistas en primer lugar. Los intentos comunistas de derrocar a Hungría, Italia y los Balcanes han debilitado a los trabajadores democráticos y a la burguesía democrática, con el resultado de que los partidos fascistas en particular se han beneficiado del nuevo equilibrio de poder.
Para Schumacher, incluso cuando se restableció en 1945, el KPD era un organismo de ejecución impotente para la política exterior soviética; vio meras tácticas en sus invocaciones a la democracia y la unidad alemana. Con un lenguaje "neonacionalista" que era "igual al del viejo nazismo", el KPD y más tarde el SED siguieron una "política nacional-rusa con frases nacional-alemanas".
Aunque había voces en el SPD que abogaban por la fusión con los comunistas, ya en el verano de 1945 Schumacher se separó claramente de la dirección del partido SPD en la SBZ de Otto Grotewohl, que unos meses después estaba lista para unirse al KPD. La demarcación del SPD del comunismo, que él impulsó, definió al partido hasta bien entrada la década de 1970; Fue solo esta demarcación la que aisló al comunismo organizado de sus interlocutores más importantes, el SPD y los sindicatos que dominaba, y así impidió su influencia en la sociedad mayoritaria.

### Patriotismo
El politólogo Hans-Peter Schwarz describió a Schumacher como un "'nacional con un rugido', su imperio [...] como un todo nacional y estatal. Para las masas trabajadoras, la idea y el hecho del Reich alemán no son solo una necesidad nacional, sino también en términos de política de clase. Sin esta base, su lucha de liberación política y económica está condenada al fracaso”.
Nacido en Prusia, estaba firmemente convencido de que uno de los errores más graves de la izquierda de Weimar había sido dejar la "idea nacional" a los conservadores y nacionalsocialistas. El SPD nunca más debe ser desacreditado como nacionalmente desleal. Sin embargo, atacó apasionadamente a las fuerzas que creía que habían formado una alianza con el nacionalsocialismo. Para él, el contraste no era entre nacional e internacional, sino entre nacional y nacionalista. Para él en 1947, el nacionalismo era “la forma actual de nihilismo en el mundo” y debe ser profundamente rechazado. En 1950, vio el papel del SPD en las negociaciones del Consejo de Europa al “hacer imposible el nacionalismo al salvaguardar los derechos nacionales y poder aplastarlo con el consentimiento de todo el pueblo”.
Sin embargo, su forma de expresar el patriotismo facilitó que sus oponentes lo aislaran como un nacionalista de izquierda en política exterior. Sobre todo, porque Schumacher ya había estado en un campo de concentración como combatiente activo de la resistencia, mientras que muchos estadistas occidentales habían cortejado a Adolf Hitler, pensó que podía permitirse el lujo de aparecer en pie de igualdad con los poderes victoriosos, si no fuera por un sentimiento de superioridad moral. Schumacher no podía o no quería ver la percepción de que había resistido como individuo, pero de ninguna manera era un típico alemán. Incluso después de la guerra, los estados occidentales trabajaron junto con los representantes de las clases y estratos que, en opinión de Schumacher, habían defendido insuficientemente la república. Acabó siendo denunciado en el extranjero como un nacionalista alemán, mientras los que, en su opinión, habían sido el estribo del nacionalsocialismo ya volvían a ser cortejados.

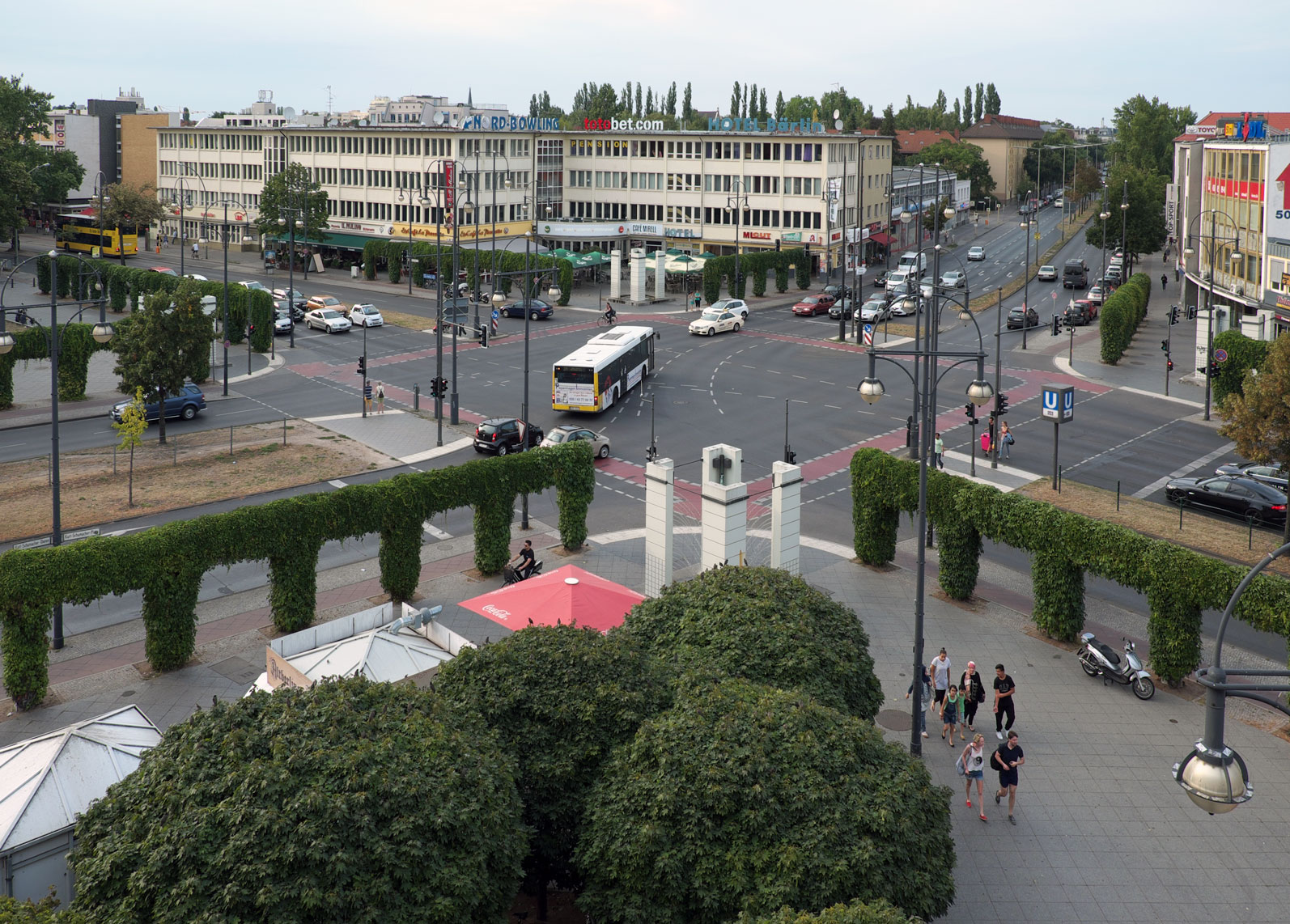
Kurt-Schumacher-Platz, Berlín.

Después de las experiencias con el Tratado de Versalles y la política alemana de cumplimiento en 
Weimar, Schumacher creía que solo la dureza sería necesaria para recuperar la igualdad nacional de Alemania en el escenario internacional. La posición de Schumacher sobre la unificación europea y el compromiso de la República Federal con Occidente siguió siendo incoherente. Por un lado, su apasionado rechazo a la Unión Soviética y al socialismo real que allí se practicaba al comienzo de la Guerra Fría lo vinculaba de hecho con Occidente. Por otro lado, se opuso a los pasos que prácticamente sustentaron esta determinación: Consejo de Europa, CECA y la Comunidad Europea de Defensa. En su opinión, estos dificultaron o imposibilitaron por completo la reunificación alemana. Crítico de Francia, Reino Unido y más aún de los Estados Unidos, que veía como una supremacía capitalista, se negó a dar pasos que habrían concretado un vínculo con Occidente. En comparación con los valores de la Ilustración y el socialismo liberal, encontró la situación real en estos países profundamente insatisfactoria y no pudo decidirse a cooperar genuinamente con ellos.

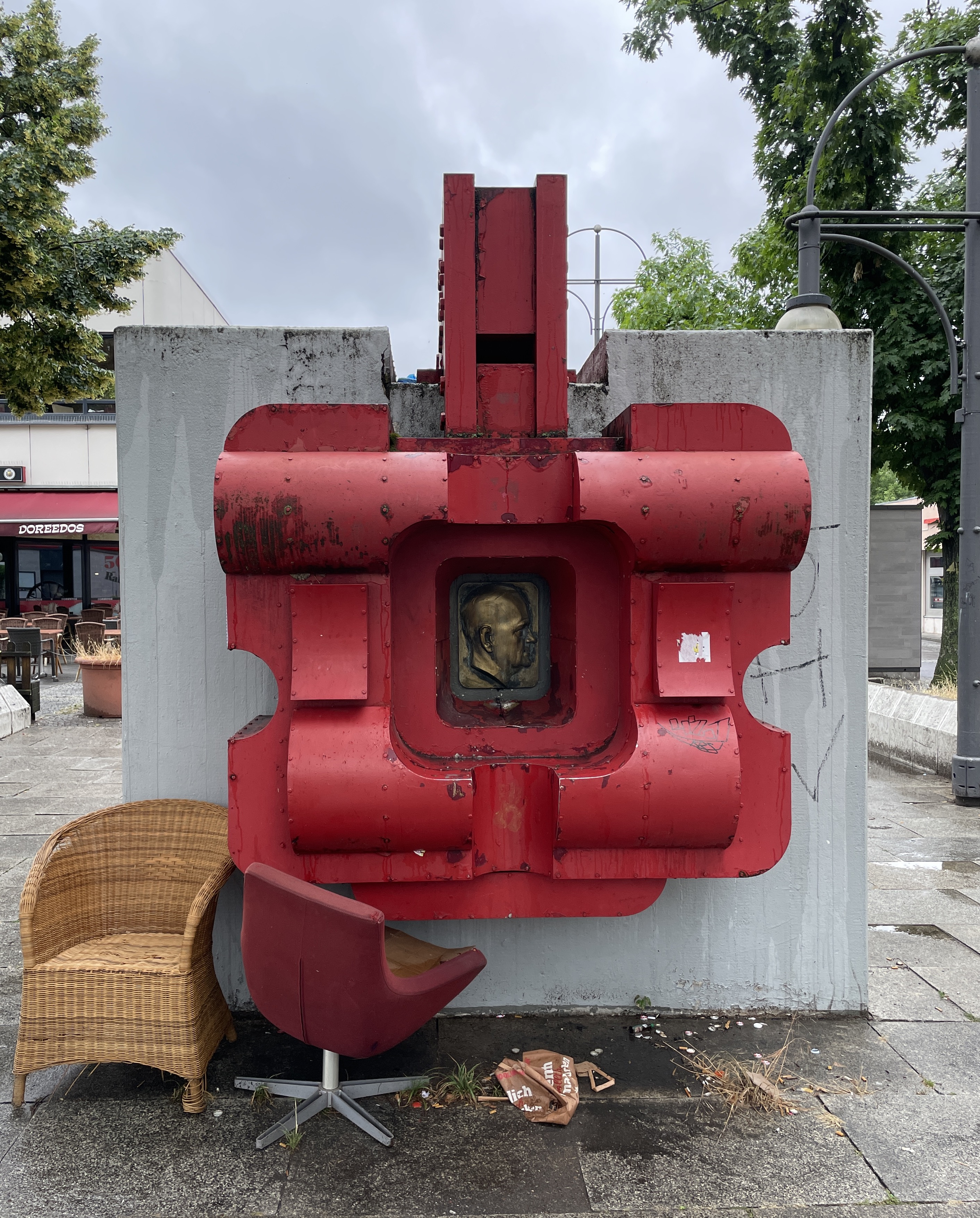
Kurt Schumacher Denkmal, Kurt Schumacher Platz

Schumacher se hizo un nombre en el Bundestag como un feroz oponente de la política de integración con Occidente de Konrad Adenauer, viendo en esto peligrar una pronta reunificación. En el transcurso de los argumentos sobre el Acuerdo de Petersberg, en la noche del 24/25 de noviembre de 1949, se refirió a Adenauer como el "Canciller de los Aliados", tras lo cual fue excluido del Bundestag por 20 días de sesión. Sin embargo, en la reunión siguiente, el 2 de diciembre de 1949, se levantó la exclusión de la reunión tras una discusión entre Adenauer y Schumacher. Schumacher encontró palabras igualmente agudas en 1952 en la discusión sobre el Tratado de Alemania sobre el rearme, con ganancias simultáneas de soberanía para la República Federal y pareció hacer imposible la reunificación durante mucho tiempo. Quien accede a este contrato, retumbó, “deja de ser alemán”. En la mañana del día de su muerte, el 20 de agosto de 1952, Schumacher se opuso a la política de vinculación con Occidente de Adenauer y declaró en una grabación televisiva para el ABC estadounidense: “A los ojos de la socialdemocracia, la reunificación es más urgente e importante para la paz y la constitución de Alemania que cualquier forma de integración de una parte de Alemania con otros países europeos". Schumacher es también el creador de la teoría del imán adoptada posteriormente por Adenauer.
Schumacher exoneró a los soldados de la Wehrmacht y a los miembros de las Waffen-SS de las acusaciones colectivas de culpabilidad. Hizo campaña por la reintegración de los miembros de las Waffen-SS en la sociedad, siempre que no hubieran cometido ningún delito.